# Кольман, Хосуэ
Дави́д Хосуэ́ Кольма́н Эскоба́р (исп. David Josué Colmán Escobar; род. 25 июля 1998, Асунсьон, Парагвай) — парагвайский футболист, полузащитник клуба «Масатлан» и сборной Парагвая.

## Клубная карьера
Кольман — воспитанник клуба «Серро Портеньо». 5 мая 2016 года в матче против «Либертада» он дебютировал в парагвайской Примере. 13 августа в поединке против «Рубио Нью» Хосуэ сделал «дубль», забив первые голы за «Серро Портеньо».
15 января 2018 года Кольман перешёл в клуб MLS «Орландо Сити», подписав с американским клубом пятилетний контракт по правилу молодого назначенного игрока с опцией продления ещё на один год. За «Орландо Сити» он дебютировал 17 марта в матче против «Нью-Йорк Сити». 31 марта в матче против «Нью-Йорк Ред Буллз» он забил свой первый гол в MLS. 12 июня 2019 года Кольман вернулся в «Серро Портеньо», отправившись в аренду на полтора года с правом «Орландо Сити» на отзыв в трансферные окна 2020 года. По окончании сезона 2020 «Орландо Сити» не стал продлевать контракт с Кольманом.
27 января 2021 года Кольман подписал контракт с клубом «Гуарани».

## Международная карьера
В 2015 году в составе юношеской сборной Парагвая Кольман принял участие в домашнем юношеском чемпионате Южной Америке. На турнире он сыграл в матчах против команд Венесуэлы, Перу, Аргентины, Эквадора, Уругвая и дважды Колумбии.
В том же году в составе юношеской сборной Парагвая Кольман принял участие в юношеском чемпионате мира в Чили. На турнире он принял участие в матчах против команд Сирии, Франции и Новой Зеландии. В поединке против сирийцев Хосуэ забил гол.
В 2017 года Кольман принял участие в молодёжном чемпионате Южной Америки в Эквадоре. На турнире он сыграл в матчах против команд Колумбии и Чили.

## Достижения
Командные
 «Серро Портеньо»
- Чемпион Парагвая: клаусура 2017, апертура 2020